# James Carter (baloncestista)
James Raymond Carter Gaudino, (nacido el 27 de marzo de 1964 en Nueva York, Nueva York) es un exjugador de baloncesto con doble nacionalidad estadounidense y puertorriqueño. Con 1.83 metros de estatura, jugaba en la posición de base.

## Trayectoria
- Staten Island Stallions (1986)
- Brujos de Guayama (1987)
- Brujos de Guayama (1988-1990)
- Tulsa Zone  (1990-1991)
- Brujos de Guayama (1991-1992)
- Saski Baskonia (1992)
- Brujos de Guayama (1992-1994)
- Harrisburg Hammerheads  (1994-1995)
- México Aztecas (1995)
- Brujos de Guayama (1995)
- Corinthians Paulista  (1995-1996)
- Brujos de Guayama (1996-1997)
- Col. Bandeirantes  (1997-1998)
- Brujos de Guayama (1998-2001)
- Indios de Mayagüez (2001)
- Criollos de Caguas (2002-2003)
- Capitanes de Arecibo (2004)
- Maratonistas de Coamo (2005)
- Brujos de Guayama (2006)

## Participaciones en competiciones internacionales

### Mundiales
- Argentina 1990 4/16
- Canadá 1994 6/16
- Grecia 1998 11/16

### Juegos olímpicos
- Barcelona 1992 8/12